# Kanarisk murgecko
Kanarisk murgecko (Tarentola angustimentalis) är en ödleart som beskrevs av  Franz Steindachner 1891. Arten ingår i släktet Tarentola och familjen geckoödlor. Inga underarter finns listade i Catalogue of Life.

## Utseende
Arten kännetecknas av långa extremiteter och av många små knölar på ovansidan. Svansen är längre än huvud och bål tillsammans. Kanarisk murgecko är på ovansidan ljusgrå och den har fem mörkare tvärstrimmor. Individernas regnbågshinna har en gyllen glans.

## Utbredning
Den kanariska murgeckon lever på de östra Kanarieöarna, på öarna Fuerteventura, Lanzarote, Isla de Lobos, Graciosa, Montaña Clara, Alegranza och Roque del Este. Arten lever i låglandet och i låga bergstrakter upp till 800 meter över havet. Den vistas främst i fuktiga landskap och gömmer sig i bergssprickor eller murar. Ibland besöker arten människans samhällen. Honor lägger en eller två ägg per tillfälle.

## Hot
För beståndet är inga hot kända och hela populationen antas vara stabil. IUCN kategoriserar arten globalt som livskraftig.